# Booneschans (waterschap)
Booneschans is een voormalig waterschap in de Nederlandse provincie Groningen.
De Booneschanskermolenkolonie was een particuliere molenpolder, gesticht in 1764. Hij loosde zijn water op de Ringsloot en was daarom sinds 1829 opgenomen in het waterschap Bellingwolde. De spinnenkopmolen werd vermoedelijk rond 1850 vervangen door een bovenkruier. Sinds 1911 waterde de molen uit op het B.L. Tijdenskanaal en werd hij vrijgesteld van waterschapslasten. In 1914 werd de polder een zelfstandig waterschap, waarbij de molen werd vervangen door een Brons ruwoliemotor.
Waterstaatkundig gezien ligt het gebied sinds 2000 binnen dat van het waterschap Hunze en Aa's.